# 大太刀

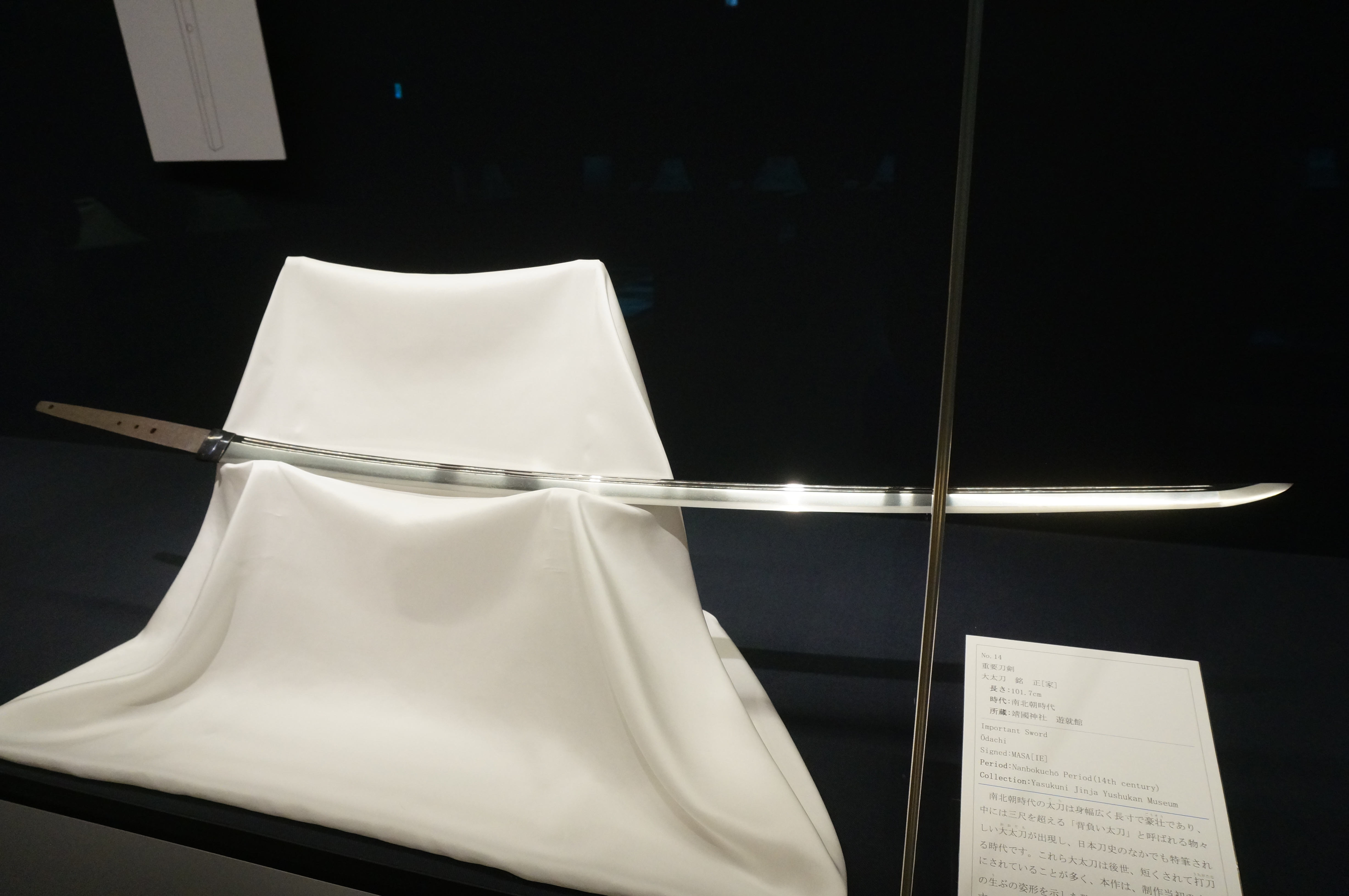
大太刀 銘 正[家]、14世紀の南北朝時代、重要刀剣、靖国神社遊就館蔵

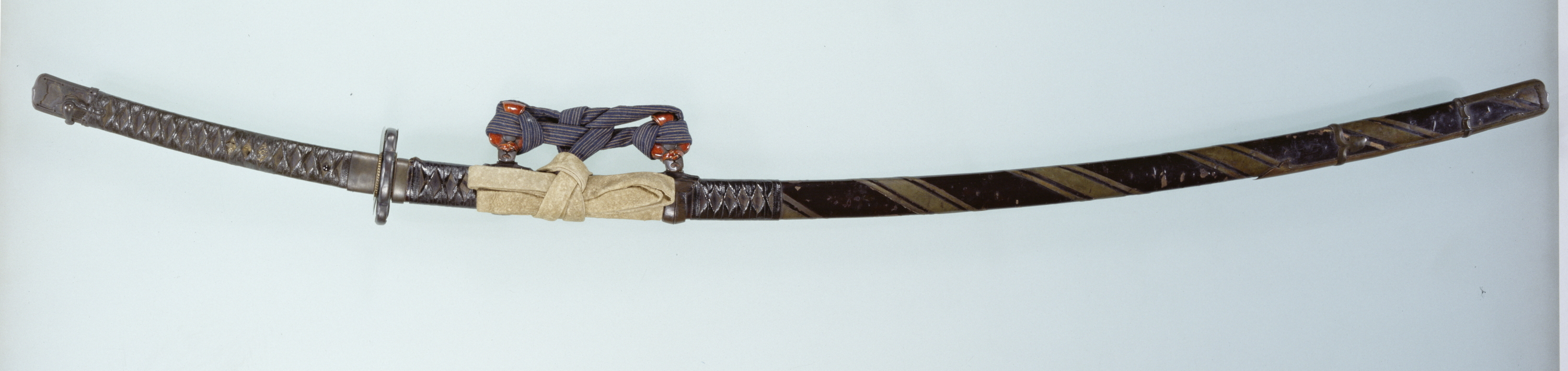
大太刀の拵の例
黒漆銀銅蛭巻太刀（南北朝時代） 東京国立博物館蔵
総長 141.1 cm 柄長 31.6 cm 鞘長108.3 cm

大太刀（おおたち、おおだち）は、日本刀の一種で長大な打刀、および太刀のことである。
「野太刀（のだち、のたち）」「背負い太刀」とも呼ばれる。また、中国の武器である「斬馬刀（ざんばとう）」と混同されることがある（後述）。

## 概要
大太刀とは初めに述べたように「長大な刀」のことであり、現代の分類では刀身の長さが3尺（約90cm）以上のものを指すのが一般的で、昔の日本人の平均的な身長と比べると非常に大きい物であることがわかる。
日本刀において、刀身長による分類の方法には文献や研究者によって違いがあり、刀身が約90cm以上のものを「野太刀」(85cm以上とする場合もある)、刀身が約150cm程度のものを大太刀とすることがあるが、野太刀の方が大振りだとする研究者も多くいるほか、尺は関係なく上流階級向けに作られた豪華な装飾のものを大太刀、実戦向けの質素なものを野太刀とする文献や研究者も存在しているなど、一致した解釈は今のところ存在しない。日本の刀剣類の区分は、文献や研究者によっては5 - 9種類以上の分類をすることさえある。従って、「大太刀」という言葉が指す刀剣の定義は常に一定というわけではない。
このように、大太刀と野太刀の語の使い分けには確定した説がないが、単純に長大な太刀を「大太刀」、戦場で使うことを前提とした拵えに収められているものを「野太刀」と呼んでいた、というのが現在の主説で、一般的には大型の刀をまとめて「大太刀」と呼ぶことが主流である。南北朝時代から戦闘が激化して、野戦においては長大な豪刀を振り回すことは有利であるから、長大な野戦用の太刀が流行した。室町時代末期には刀を差し、従者に大太刀を持たせた。
大太刀は南北朝時代から安土桃山時代にかけて実戦で多用され、野戦で活躍した長太刀である。
現代においては大太刀は敵将を馬ごと斬ることができる代物とし、フィクションにおける表現では馬の胴体または首部と騎乗の武士を一緒に斬る豪快なイメージを描くが、実際にはそのような使い方はなく、長いリーチを生かして馬と騎乗の武士からの攻撃を避けつつ、騎者を落馬させるか、足を狙って馬をつぶすことが主であった。大太刀の刃先は鋭かったが、刃肉は厚く、その形式を蛤刃と呼んだ。（軽量化や元寇の際の元兵の革鎧を切り裂くため刃肉は薄めという説もある）これは大太刀が主に突き刺したり、鎧や兜の上から打撃を与えるために使用されたことを物語っている。馬の脚を折ったり、敵の頭を打ち据えて気絶させたりした。他の刀剣に比べて頑丈であることが利点だが、どんな大太刀でも鋼鉄製の兜にはかなわず、戦闘中に折れる事もあった。
大身槍と同じく、絶大な破壊力を持つ武器であった。

## 歴史

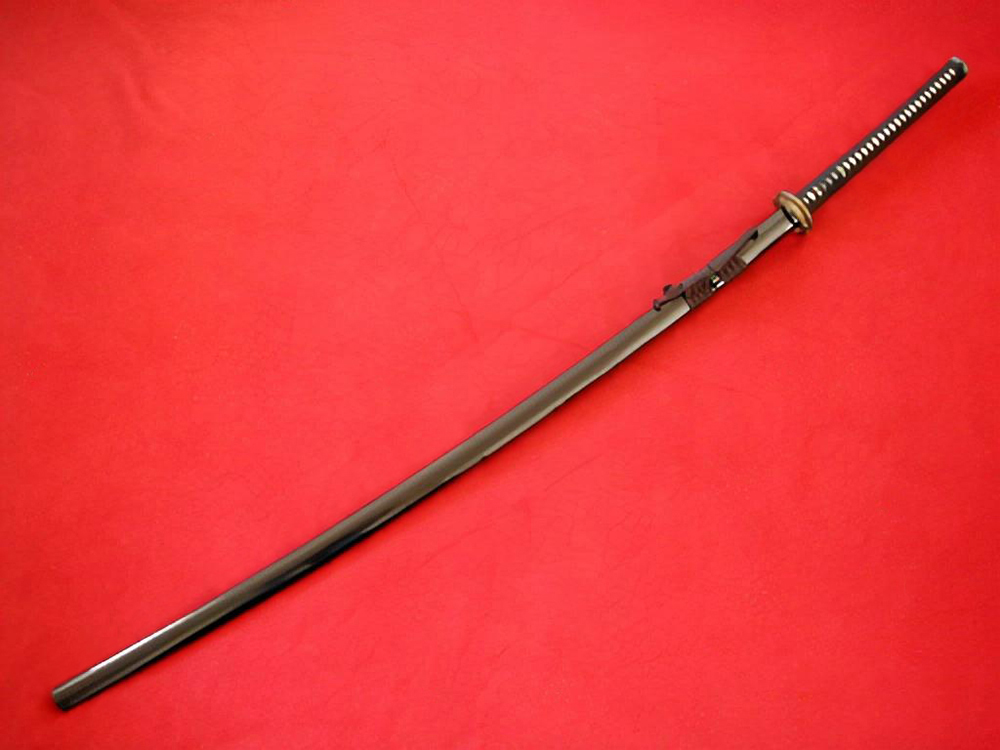
大太刀の拵え

鎌倉時代になり武家が権力を握ると、武人として剛気で腕力があることが名誉とされるようになり、それを誇るための武具として、長大な刀身をもった太刀が戦場で見られるようになった。後に日本刀が刀身の長さにより分類されると、こうした長大な太刀は「大太刀」と区分されることになった。
南北朝時代には大型の太刀と大薙刀と共に流行したがどれも流行は20数年間という短期間で廃れている。
大太刀が短期間で廃れた理由は騎馬武者からの攻撃への対策として、歩兵が薙刀や槍を多用するようになり、馬上での戦いが不利になってきたからという説がある。
また、大太刀の天敵は柄の長い刺突武器だという説もある。
しかし、戦国時代の朝倉軍の将兵が大太刀で織田軍の槍の柄を斬り落として苦戦させている他、徳川家康が長寸の刀の効用について述べた言葉が徳川実紀に記載されている「いやとよ寸の延びたる刀は、鎗にあてて用ひんが為なり、向後忘れまじ」（感状記）。この言葉は徳川家康の家臣である伏見彦太夫某という者が三尺五寸の刀に二尺三寸の脇差を十文字に差して走り回っているのを勇壮だと家康が大いに褒めた上で、長い刀は槍と渡り合うのに有用なのだからよく覚えておくようにと言ったというものであるが、これは家康自身が武芸愛好者だった為にこういう事を言った（ヨーロッパでは両手剣は多数の敵を相手にしたり、長柄武器に対抗するのに有効な武器だと認識されていた）。
鎌倉時代後期以降元軍の「槍」に悩まされた武士たちは西国を中心に対抗策として「大太刀」を採用した。一方、練度が不十分でも戦える「槍」は下卒の武器として取り入れられていく。
南北朝期には大太刀、大薙刀、槍の他に斧、鉞、金砕棒などが登場してくる。これらは室町期以降戦国時代においては有効な武器としてはあまり使われていないが、南北朝期から室町前期にかけて大太刀、大薙刀、斧、鉞、金砕棒がもてはやされた理由は鎌倉期の中国における多彩な武器の使用に影響されたからである。「倭寇」が宋・元兵・高麗兵との戦いで槍を始めとする多彩な打物と出会ったのが理由というわけである。
大太刀は南北朝時代の後に室町時代にも流行したという説や薙刀と長巻と中巻と共に室町時代まで流行したという説や安土桃山時代に流行したという説もある。
南北朝時代に最も長く頑丈な武器は大太刀だったという説があり、戦場で活躍、重視されたという説も数多い。
南北朝代の矛や槍は短く、大太刀と比べ柄が折れやすい。鉞や薙刀も木の柄の武器であるため、大太刀より折れやすく、それを防ぐため、柄は大太刀ほど長くはなかった。そのため、南北朝時代に最も有効な白兵戦武器は大太刀であったとする説もある。ただし、最も長い薙刀の柄は五尺（約150cm）ぐらいであった。
また、リーチが長く、斬るだけではなく、刺突や石突を使用した打突、また柄での打撃が可能など多様な攻撃を繰り出せる薙刀が南北朝期～室町期（戦国期除く）の戦乱において最強の武器だったとする説もある。
南北朝期の槍は「突く物」「打つ物」として利用されたが、太刀と薙刀も「突く物」「打つ物」として利用された。広い半径範囲で敵を「打つ」「突く」「斬る」ことのできる大太刀と薙刀の方が南北朝期の戦乱において槍より有効であり、利用価値が高かった。
また、南北朝期には歩兵は騎兵を平地で防戦できるほどまとまった集団ではなく、騎馬の攻撃を支えられない分散された弱小集団であり、南北朝期を通して、騎兵は一番有利な軍事組織であった。一方で、弓歩兵の援護なしに打物騎兵が突撃するのは自殺行為だとする説もある。
しかし、「太平記」中における大太刀の利用は35例であり、それに大薙刀を加えても40数例であり、やはりそれほど多くはない。また、棒と金砕棒は合わせて8例しかない。
大太刀の刀法については刃方で馬の足を薙ぎ、武者の胴や膝を斬る、棟方で兜の鉢や胴を打ち上げるという記述が「太平記」にはよく見られる。南北朝期の膝を保護する「大立挙脛当」太ももを保護する「佩楯」は徒歩戦や何よりも大太刀と大薙刀の斬撃対策と考えられる。体格に恵まれた武者にとって大太刀は対騎馬武者、対槍用の得物として必然の武器であった。
また瀬戸内海賊の村上氏の戦闘砲や砲術をまとめた「合武三島流船戦要法」に船中での戦では槍では後先がつっかえて不便であり、太刀打ちで船首から船尾まで斬ってまわるべきであるとあり、河川回路の運航に関わりのある武装集団を中心として発達したのが徒歩「太刀打ち」であり、そのための「大太刀」でもある。
そして「単刀法選」には合計34の全て槍に対する大太刀の刀法が掲載されており、明軍では槍は主要な白兵武器であったことと大太刀はその槍を持つ明兵にとって非常な脅威であり、間接的に日本でも大太刀は槍への有力な対抗手段だったと理解が可能である。
とはいえ、南北朝期以降も使用には体格と技術の両方が必要な上に量産性やコストに難があり、一般的と言えるほどの武器とはならなかった。しかし、その威力と示威のために室町期から戦国期に至っても一部の武者は好んで使ったし、一部の戦国大名は大太刀を振るう「小隊」を編成していた。
また、槍だけではなく、薙刀、大薙刀、長巻といったその他の長柄武器に対する対抗策としても利用された。
江戸時代に入って徳川幕府が刀の長さを二尺三寸程度を「常寸」と定めたのも、太平の時代に異端を嫌うだけではなく、大太刀の威力を恐れたからだと考えられる。
大太刀は長大な分、重いため、太刀と同じ形状の柄では扱いにくい（刀身に対して柄が短くなり過ぎて構えたり振ったりが難しい）という欠点があった。これを克服するため、柄が次第に長くなり（30 - 40cm）、やがて振り回し易いように刀身の根元の部分に太糸や革紐を巻きつけた「中巻野太刀(なかまき のだち)」へと発展した。そこから完全な長柄武器である「長巻」が派生することになる。
その後、三尺を超えるような大太刀は神社等への奉納用にも製作されるようになり、長大に作るためにいくつかの長さに分けて鍛錬し、後に接合して一本の刀身とした、実際に「刀」としては使用出来ない（強度的に「振る」ことが不可能）ものも製作された。
室町時代には大太刀を磨り上げ（刀身を短く縮めて仕立て直すこと）て打刀とすることが流行したため、室町時代以前のもので製作当時の刀身のまま現存するものはそれほど多くない。
大太刀は上杉家で好んで使用され、山形の上杉神社には、奉納された多くの古い大太刀が伝損しており、当時の戦法は、敵の馬の脚や鼻面を狙い、大太刀を振るう気概を見せる事で、敵の騎馬武者を慎重にさせ、自由な働きが出来ない様に強いた。
徳川幕府が成立し徳川政権が確立されると、刀身長三尺以上の刀を帯刀することは刀装に角鍔を用いること他と共に禁じられ、寺社の奉納品や大名家の秘蔵品として少数が後世に残るのみとなった。江戸時代に奉納品として作刀されたものも少なからず存在するが、いずれも本格的な焼入れや砥ぎが行われていないものが多く、これは禁制を避けるための措置であったと推測されている。
幕末になると勤王の志士には長寸の打刀を差すことが流行し、「勤王拵」等と称される刀の様式も生まれたが、それらの大半は三尺前後のもので、「大太刀」というほどには長くはない。
現代に残る古流剣術・居合術は打刀の技だけではなく、大太刀の技をも伝承している。それは持ち運びにくいという欠点はあっても大太刀が実戦で絶大な威力を発揮することのできる武器だったからである。

## 記録と実在
平家物語などの軍記物語や古記録の中に戦場で活躍する武器としてしばしば登場する。

### 平安時代末期-鎌倉時代初期
治承・寿永の乱について書かれた軍記物語である『源平盛衰記』には、畠山重忠が用いた太刀として「身巾四寸（約12cm）長さ三尺九寸（約120cm）」の太刀である「秩父がかう平」や武蔵国綴党の大将である太郎、五郎の兄弟が帯刀していたという「四尺六寸（約140cm）の太刀に熊の皮の尻鞘入」が記述されており、当時既に三尺を超えるものがあったことが伺われる。

### 南北朝時代-室町時代
『太平記』には、五尺以上の太刀が多く記述され、最大で九尺三寸（約282cm）のものが描写されている。五尺（約150cm）の大太刀二振を佩き、更に手には刃長八寸の大斫斧（まさかり）を持って参陣したという長山遠江守（ながやま とおとうみのかみ）や、五尺六寸（約170cm）の大太刀を携えて勇戦したという大高重成、七尺三寸（約221cm）の大太刀を振るって奮戦したという山名の郎党である福間三郎の描写からは、長寸の大太刀が実際の戦闘で使われていた状況が推察できる。著名な物としては、同時代の武将である阿蘇惟澄が実戦で使用したと伝えられる、三尺三寸（約100cm）の大太刀であった蛍丸がある。
南北朝時代には大太刀に象徴されるように太刀が薙刀と共に戦乱の中で大いに活躍した。
室町期の作で備州長船法光という大太刀があり、総長377.6cm,刃長226.7cmという長大なものであるが、歴史学者の近藤好和が実際に手に取ってみたところ、意外に持ちやすく、十分に実戦使用可能だという。近藤は大太刀・大薙刀を実際に手に取った経験から長寸の太刀でも反り具合や柄の状態などの微妙な調整で手持ちはよくなるものだとしている。

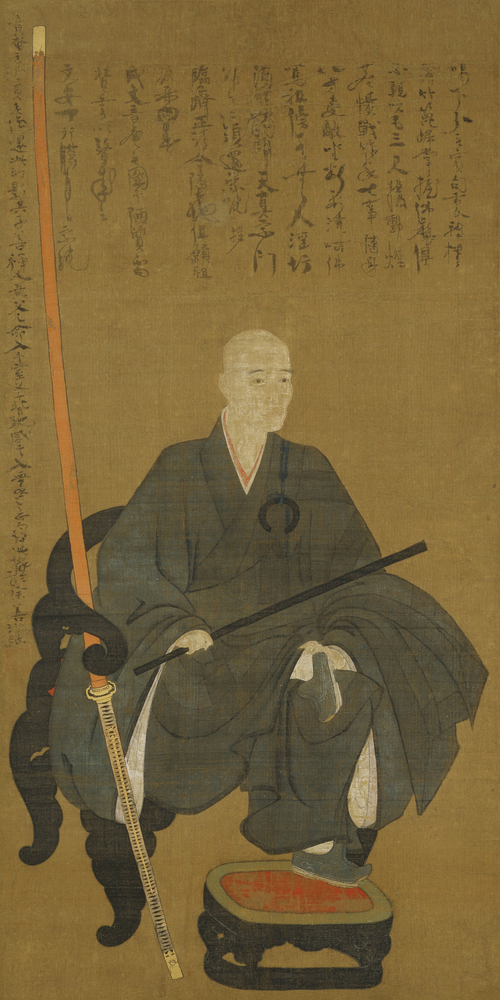
伝・墨渓筆『一休宗純像』（奈良国立博物館所蔵）。1447年（文安4年）、一休が54歳の頃の作で、曲彔に座す一休は傍らに「朱鞘の大太刀」を立てる。上部は一休の自賛。

室町時代の僧である一休宗純は自身の背丈よりも長い朱塗鞘の大太刀を腰に差し、こじり（鞘の先端）を引き摺りながら街を歩いた、という逸話が『一休和尚年譜』他の伝記にある。この大太刀は刀身は木製（竹光）で、「鞘に納めていれば豪壮に見えるが、抜いてみれば木刀でしかない」と、外面を飾ることにしか興味のない当時の世相を批判したものであったとされる。大太刀を携えた一休宗純の姿は「一休和尚像 自賛 伝曾我墨渓筆」に描かれて現代に伝えられている。

### 戦国時代
戦国時代には、朝倉氏や長尾上杉氏が「力士隊」と呼ばれる巨躯巨漢の者を集めた部隊を編成し、大太刀を持たせて戦わせたことが記録されている。朝倉氏の家臣である真柄直隆、真柄直澄の兄弟は、共に戦場で五尺三寸（約175cm）の大太刀を用いて奮戦し、両名ともに姉川の戦いで討ち取られたものの、その大太刀は「太郎太刀」「次郎太刀」の名で現在に伝えられている。
それ以外の例としては、上述の三尺五寸（約105cm）の大太刀を差していた伏見彦太夫某のほか、大坂の陣で討ち死にした薄田兼相や長篠の合戦で戦死した真田信綱は、いずれも刃渡り三尺三寸（約100cm）程の大太刀を使用し奮戦したとされる。朝鮮出兵では、日本側が三尺（約90cm）から四尺（約120cm）の長い刀を使用したため苦戦した明・朝鮮側の記録がある。
居合術の中興の祖であり、神夢想林崎流の開祖でもあった林崎甚助は刃渡り三尺二寸三分(約100cm)の大太刀を使用し、日夜抜刀の鍛錬を行い、最終的に居合の秘奥を開眼に至ったとされる。

### 江戸時代
江戸時代には農民だったが高身長という理由で士分を与えられた岡田藩の小田大三郎は、6尺を超す体躯に合わせ五尺四寸という特注の太刀を与えられたという記録がある。
現在でも、神社への奉納品や、徳川家などで所蔵されていた個人所蔵品が徳川美術館（柳生の大太刀）、渡辺美術館、刀剣博物館などの博物館に納められたもの等が少数ではあるが現存している。重要文化財に新潟県の弥彦神社が所蔵する七尺四寸二分（約225cm）の大太刀がある。
新古刀通じて最長の大太刀は、山口県下松市花岡八幡宮所蔵の「破邪の御太刀」（刃長345.5cm、全長465.5cm、75kg）である。これは幕末の尊皇攘夷思想を背景として、氏子が南朝方の刀匠であった延寿派の末裔である延寿国村二十七代国綱（後、国俊と改銘）に特注した奉納刀である。砂鉄300貫を用い、川を堰きとめ焼き入れを行う等、大太刀製作に纏わる逸話が残されている点でも貴重である。

## 実用

### 使い方

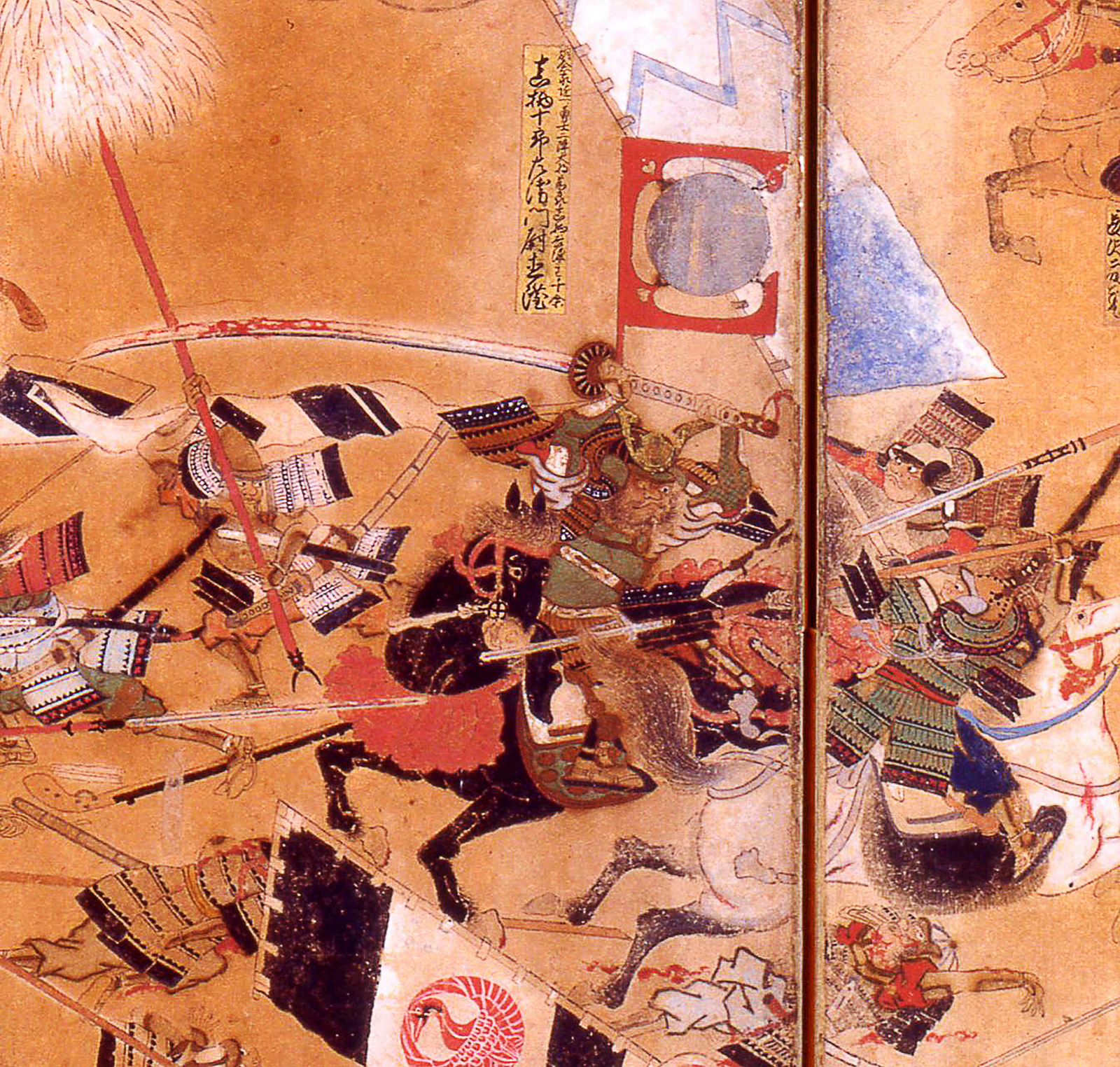
姉川合戦図屏風
この図では真柄直隆とみられる騎馬武者が馬上で柄の長い大太刀を両手で振るっている

大太刀は長大なものではあっても「太刀」であり、太刀は馬上での戦いを想定して発展したものであるために、本来は騎馬武者が馬上で用いるものであった。
通常の太刀は柄の中程を握り、柄頭（柄の一番端の部分）に付けられた手貫緒（）と呼ばれる紐を手首に通して脱落防止としたが、大太刀の場合は鍔元に近い部分を握り、手貫緒を肘の部分に通して締め、拳と肘の二箇所で柄を保持し、刀の重さを支える。刀を振る際は肘から先の前腕を一体として振り、通常の太刀や打刀のように手首を動かすことはしない（そのようにすると刀の重さを支えられないばかりか、手首を痛めてしまうことになる）。

このように構えた大太刀は、「刀」というよりは薙刀や槍などの長柄武器に近いものであり、武士同士の馬上決戦での突きや切り払い、または馬上から足軽に向けての突きや切り払いを行った。落馬した、もしくは下馬した際にも地面から馬上の敵を狙い突きや切り払いをするものとして扱った。
しかし、歴史学者の近藤好和は大太刀や薙刀、槍、棒などの長物であっても馬上で片手使用するとは限らないとしている。
弓矢は両手で扱うもので、騎射では手綱は持たないわけだから馬上で手綱から手を放し長物を両手使用することも何ら不自然ではないとしている。

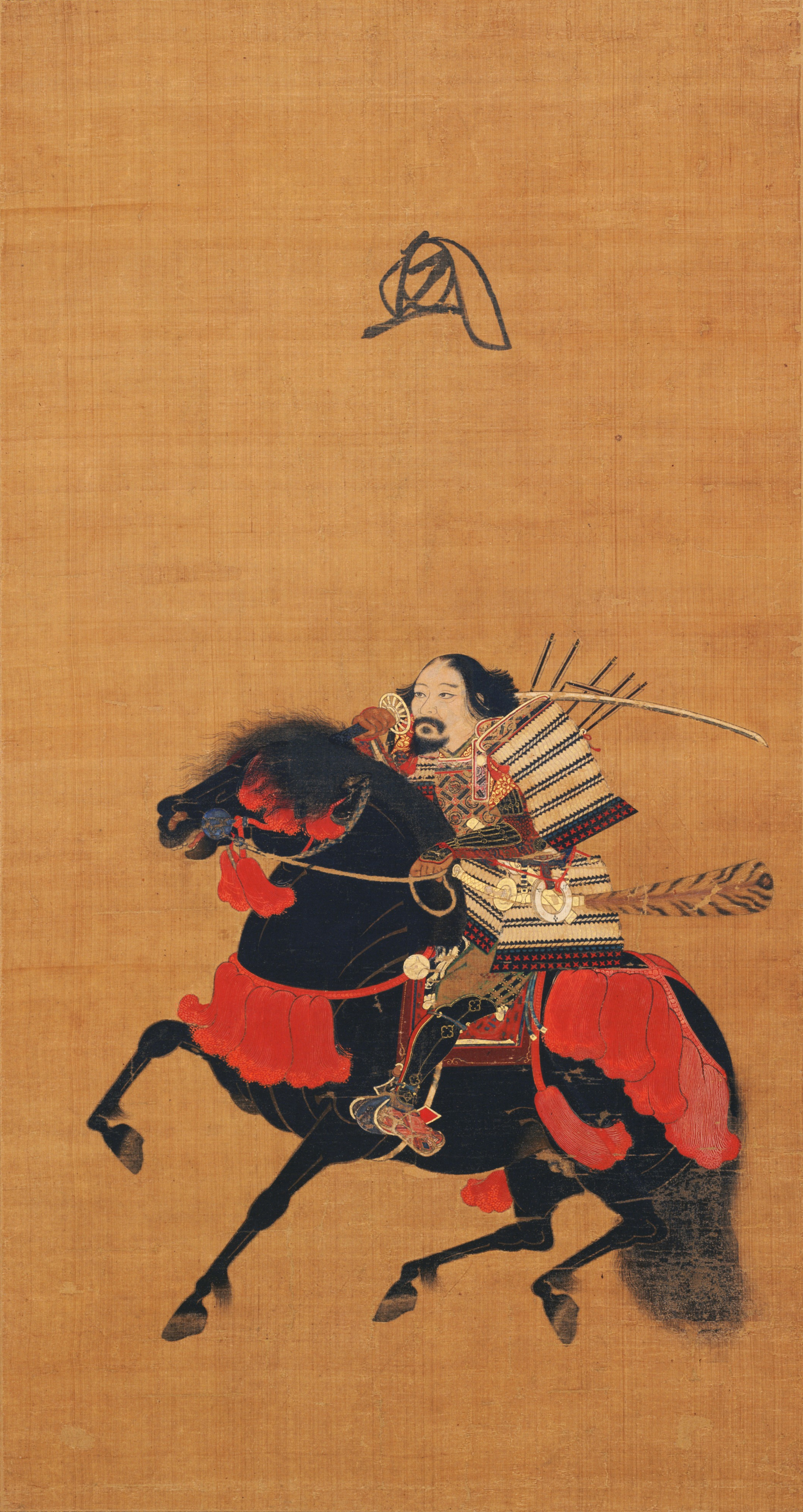
抜身の大太刀を肩に乗せた『騎馬武者像』（南北朝時代）

なお、当時の騎馬武者を描いた絵図には、抜身の大太刀を握った手を肩の高さまで上げて刀身を肩に乗せている姿勢で描かれているものがあるが、これは一旦抜いて構えた大太刀を保持し続けることは重量的な面で体勢的に苦しいため、肩に乗せることで重量を軽減し、疲労と腕を痛めることを防ぐためのものであったと考えられている。
本来は馬上での戦いを想定して発展したものであるが、合戦での主な戦闘方法が騎馬武者主体の少人数戦闘から足軽主体の徒戦（）に移っていくに従い、大太刀も、体力がある者や体格の良い者といった限られた者が扱うものではあるが、馬上ではなく地上で使われるものになり、柄は両手で持って扱うことが容易なように長くなっていった。こうして大太刀（野太刀）は「中巻野太刀」、やがて「長巻」へと発展してゆく。
大太刀は長い武器であるために、細かな動きをし辛く、用いる際には周囲の味方を巻き込まないように戦う必要性が出てくる。古武術には大太刀を使った徒戦の戦闘技術が残っており、合戦などで技術研鑽されてきた徒戦の戦場の武器とも言える。

四尺あまりの大太刀であっても片手では扱いづらい、あまりにも大きい大太刀は片手使用が不可能なため（近藤好和曰くバランスがよく意外と持ちやすいとのことだが）馬上で大太刀は使用しなかったという説もある。しかし、大きくて重い大太刀ほど騎馬の優位性を発揮するために馬上で使ったと考えられ、極端に長く重い大太刀で徒歩戦を続ける方が困難と考えられる。
長い大太刀も長巻も重いためにテレビドラマや映画のように片手で手綱を引いて馬を止め、もう片方の手で斬り合っていたとは考えにくい。日本の在来馬はポニーだが完全武装の騎馬武者を載せて最高時速40キロメートルは出るため、現代戦における戦車と同じく常に素早く動けることが最大の武器であり、止まっていたらただの大きな標的となる。また、日本の武具は両手持ちが可能なためにこちらが片手打ちをしたのでは力負けする。ここぞという時で片手の手綱をはなし、両手持ちの薙刀や大太刀や長巻で一撃を加えたと考えられる。敵を斬っても斬れなくても、再び駆け違い、その一撃だけで旋回格闘戦を演じたと考えられる。

### 携行方法

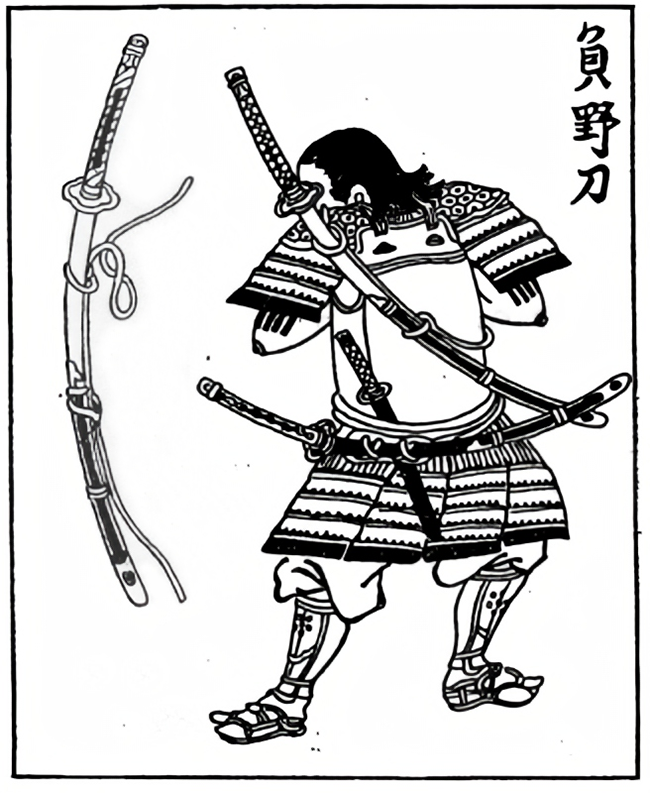
野太刀の背負い方を示した図（江戸時代に描かれたもの）

通常の場合、背負うか従者に持たせて携行していた。鎌倉時代末期から戦国時代末にかけて描かれた数々の絵図では、腰に下げる（佩く）もの、腰に差すもの、背負うもの、従者に持たせるもの、諸々の大太刀の携行方法を見ることができる。
自らの手で持つ場合
自らの手で持って運ぶ。この場合はかなり長い大太刀を引き抜くことが可能である。また戦いの始まる前には鞘を捨てることもある。
従者に持たせる場合
従者が手に持ち運ぶ。大太刀を引き抜く際には従者に鞘を持たせて、馬に乗った武者が引き抜くか、または徒歩の武者が引き抜く。この場合かなり長い大太刀を引き抜くことが可能である。大太刀は身分が高い武士が扱う武器であるため従者に持たせるのが本来の所持方法である。
腰に携行する場合
左腰に大太刀を携行する流派もある。しかし腰に携行する場合は大太刀の長さのため引き抜くのには容易ではない。そのためにはかなりの熟練した技が必要である。
通常は左腰に携行する場合は太刀は刃を下にして携行するが、流派により刃を上に向けて左腰に携行する場合もある。
背負う場合
大太刀を背負う場合は架空の物語や漫画などのイラストでは右利きの大太刀使いは右肩から左腰に大太刀を背負っている。しかしこの背負い方では大太刀は抜けない。太刀や刀はまず鯉口を切らなければ抜けず、また右肩に鯉口があり右手で大太刀を抜くにはあまりにも大太刀が長いために引き抜く手の長さが足りない。よって通常は左肩から右腰に背負う場合が多い。
右利きの場合、大太刀を抜く際は左手で左肩から出ている鍔元を掴み、刃を上に向け、鯉口を相手の正面側に向ける。そして右手で柄を持って鯉口を切り、右手を前に伸ばしながら大太刀を抜く。
忍刀の携行方法は大太刀を背負う場合の携行方法に似ており、鯉口を左肩側に背負う。
日本刀の拵（外装）の場合、太刀には佩くために腰に結わえるための紐（佩緒（はきお）と呼ぶ）を結ぶための帯と金具（足革及び足金物）があり、打刀には腰に差した際に帯に結わえるための紐（下緒（さげお）とそれを結ぶための部品（栗形）があるが、大太刀の場合は従者もしくは自分が手に持って持ち運ぶことが多く、それらには足金物、栗形ともにないものが通例である。

## 現存する大太刀
青江の大太刀（あおえのおおたち）
刃長103cm、重さ1.5kg。
真田宝物館（長野県長野市松代町松代4-1）が所蔵。
- 外部リンク 長野市文化財データベース＞大太刀 （青江）銘備中国住人 延文六年二月日 ※2022年4月30日閲覧

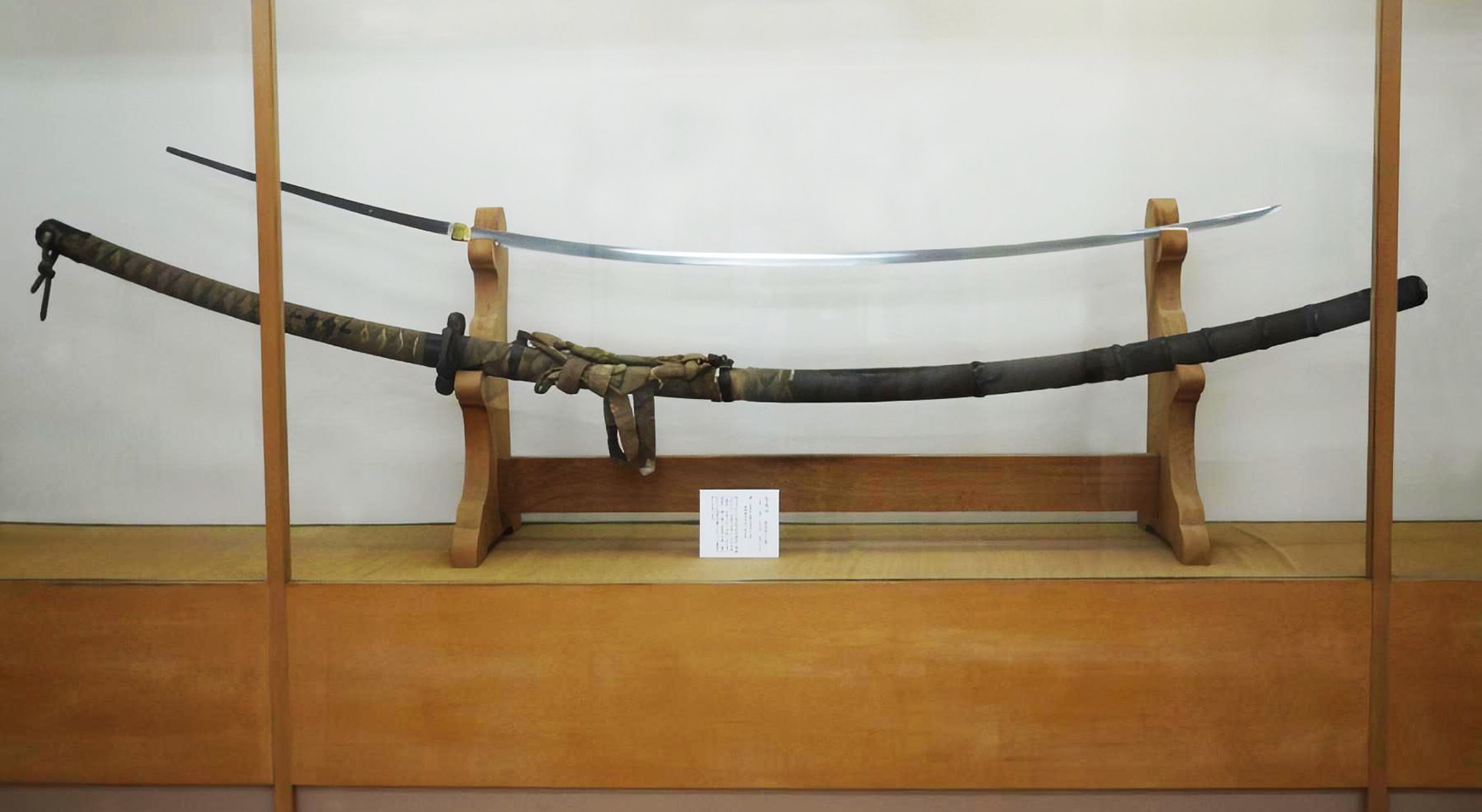
大太刀 拵共 三家正吉作（弥彦神社蔵）
（2019年10月16日撮影）

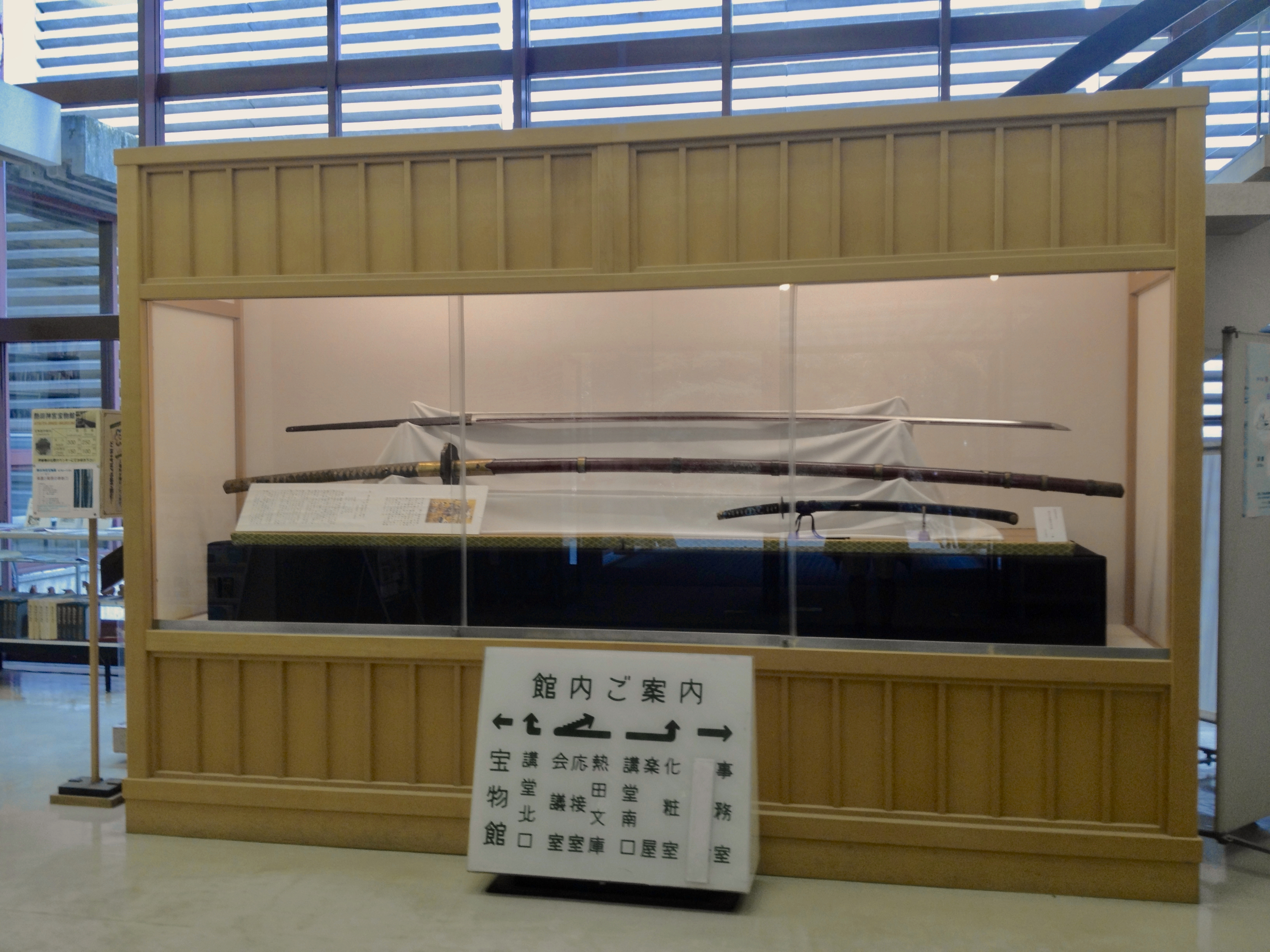
大太刀 銘 末之青江（太郎太刀）
（2012年6月30日撮影）

志駄の大太刀（しだのおおたち）
「志田の大太刀」と書く場合もある。
弥彦神社（新潟県西蒲原郡弥彦村）が所蔵。当神社には三家正吉作のものと合わせ、2本の大太刀が所蔵されている。
大太刀 附 革鐔 一口 大字弥彦 弥彦神社
刃長220.4cm（七尺二寸八分五厘）、茎長101.8cm（三尺三寸五分）、全長322.2cm。
- 外部リンク　弥彦村の文化財＞大太刀 附 革鐔 ※2022年4月30日閲覧

大太刀 拵共 三家正吉作 一口 大字弥彦 弥彦神社
刃長 七尺四寸（224cm）、茎長 三尺一寸（93cm）
- 外部リンク　弥彦の文化財＞大太刀 拵共 三家正吉作 ※2022年4月30日閲覧

大太刀 銘信国
全長209.1cm。
八幡宮（新潟県三条市）が所蔵。
八幡宮の神宝。熱田・八剣の文字と作者の名とみられる「信国」の銘がある。室町時代初期（約600年前）の作とみられる。
- 外部リンク　三条市HP＞新潟県指定有形文化財「大太刀（銘信国）」 ※2022年4月30日閲覧

飯香岡八幡宮の大太刀
全長163cm、刃長130cm、反り3.5cm。
飯香岡八幡宮(千葉県市原市)が所蔵。
- 外部リンク　市原氏教育情報ネットワークHP＞大太刀 八幡1057-1>市指定 - ウェイバックマシン（2009年9月12日アーカイブ分）※2022年4月30日閲覧

三嶋大社の大太刀
全長161.5cm、刃長114.3cm、茎長47.5cm、反り5.0cm。
三嶋大社（静岡県三島市大宮町）が所蔵。
- 外部リンク　三嶋大社公式サイト＞三嶋大社収蔵宝物・文化財 - 未指定の文化財から「大太刀：高力長吉作」(刀剣類) ※2022年4月30日閲覧 ウェイバックマシン（2017年12月25日アーカイブ分）※2022年4月30日閲覧

山金造波文蛭巻大太刀（やまがねづくりはもんひるまきのおおだち） 号 祢々切丸(ねねきりまる)
刃長2.2m（七尺一寸二分）、全長3.4m（一丈一尺三寸二分）、重さ22.5kg。
日光二荒山神社（栃木県日光市）が所蔵。　
二荒山神社の御神刀の一つである。諸金具は山金造、蛭巻とその間の余地の上には全体に色漆を厚く塗り、刷毛目に波状文を描く。
別名の由来は日光山中のねゝが沢に棲んでいた化け物の「祢々（ねね）」である。号の由来はこの太刀が自然に鞘から抜け、祢々を斬り退治したということからである。
- 外部リンク　日光二荒山神社公式サイト＞宝物館＞山金造波文蛭巻大太刀（号祢々切丸）重要文化財 ※2022年4月30日閲覧

大山祇神社の大太刀
刃長180.0cm、茎長58.5cm、反5.4cm。
大山祇神社（愛媛県今治市大三島町宮浦）が所蔵。
大太刀は無銘である。（伝豊後友行）革包大太刀拵付。
- 外部リンク　公益財団法人住友財団＞2003年度 文化財維持・修復事業助成 助成対象＞革包大太刀拵 ※2022年4月30日閲覧

破邪の御太刀(はじゃのおんたち）
刃長345.5cm、茎長120cm、反28cm、身幅13cm、重ね3cm、重量75kg。
花岡八幡宮（山口県下松市）が所蔵。
新古刀通じて日本最長の大太刀である。安政6年（1859年）東肥菊地延寿国村27代末孫三光軒北辰子国綱が、門弟5名、手伝い2名を従えて、砂鉄300貫を鍛え、川を堰きとめ、焼きを入れて作り奉納したものと伝えられている。
- 外部リンク　下松市公式サイト＞下松市の文化財 - 文化財の紹介 -  市指定有形文化財 破邪の御太刀 ※2022年4月30日閲覧

真柄大太刀（太郎太刀 / 次郎太刀）
熱田神宮（愛知県名古屋市熱田区）が所蔵 / 白山比咩神社（石川県白山市三宮町）が所蔵。　　
真柄直隆が用いたと伝えられる刀。なお、“真柄（の）大太刀”とされる刀剣は熱田神宮奉納分と白山比咩神社奉納分の収蔵品として計3振りがあり、このうち太郎太刀と次郎太刀は入れ替わって伝わっているとの説もある。
- 熱田神宮所蔵

大太刀 銘 末之青江（太郎太刀）
刃長221.5cm 反り3.4cm 全長303cm（拵え含め 340cm）重量 約6kg（刀身のみ、拵え含め 約10kg）
大太刀 銘 千代鶴國安（次郎太刀）
刃長166.7cm 反り2.6cm 全長244.6cm（拵え含め 267cm）重量 約5kg（刀身のみ、拵え含む 約8kg）
- 外部リンク　熱田神宮公式サイト＞草薙館 - 真柄大太刀 ※2023年1月20日閲覧

- 白山比咩神社所蔵

太刀  銘行光・太刀  銘加賀国金沢住兼巻作
刃長186.5cm  身幅5.0cm  反り3.3cm
- 外部リンク　石川県公式サイト＞石川の文化財＞太刀 銘行光附後藤才次郎吉定作総銀金具太刀拵及び前田利常奉納由来記載黒漆塗箱 （1口） ※2022年4月30日閲覧

陰陽丸
刀身長280cm、茎長88.5cm。全長368.5cm
熱田神社（東京都台東区）が所蔵。
弘化4年（1847年）、刀工川井久幸が制作し、熱田神社に奉納したもの。
安政5年（1858年）コレラ流行の時、疫病を祓うため浅草鳥越町を巡行した。
- 外部リンク　台東区公式サイト＞台東区の文化財＞大太刀（陰陽丸） ※2022年4月30日閲覧

都萬の大太刀
総長約3.54m、刃長約2.46m、重さ約63.75kg
宝徳2年（1450年）、妻町の付近の鹿野田の 住人日下部成家が備前則次らに鍛えさせ、都萬神社に奉納したもの。現在は宮崎県都萬神社所蔵。
- 外部リンク　都萬神社 公式サイト＞境内のご案内 - 日本一の大太刀 ※2022年4月30日閲覧

柳生の大太刀
刃長143.3cm 身幅4.2cm 重ね（刀身の厚み）1.5cm 総長227.5cm 柄長69.6cm
室町時代の刀工である出雲守永則の作とされるが真偽は定かではない。新陰流の祖である上泉信綱から柳生宗厳に継承されたという言い伝えがあり、慶長10年（1605年）以来代々柳生宗家に受け継がれ、幕末以降は徳川家の所有となった。現在は名古屋市の徳川美術館が所蔵している。
- 外部リンク　Image Archives＞大太刀 銘 永則＿全図 朱塗叩塗大太刀拵＿全図 ※2022年4月30日閲覧

## 海外に伝わった大太刀
明代の中国沿岸を襲う後期倭寇が、刃長五尺もあるほどの大太刀と精妙な技を使って戦い、猛威を振るんだ大太刀は最も知られる「倭刀」として明人からは恐れていた。倭寇の撃退に活躍した明の将軍戚継光は、戦いの中で日本剣術影流の目録を得て研究し、大太刀型倭刀を、自軍の鳥銃兵（火縄銃兵）予備接近戦武器として導入した。また、日本人に師事して剣術の真伝を得た明の浙江人劉雲峰の弟子程宗猷は、大太刀型倭刀を使う両手剣術書籍『単刀法選』を著し、こちらは後世に普及されている中国両手剣術の主な源流となった。
中国に渡った大太刀型倭刀とその両手剣術は、明と清では「長刀」や「単刀」と呼ばれていた。20世紀冒頭からは、本来の日本刀や別の刀剣との混同を避けるため、「苗刀」と改称されている。

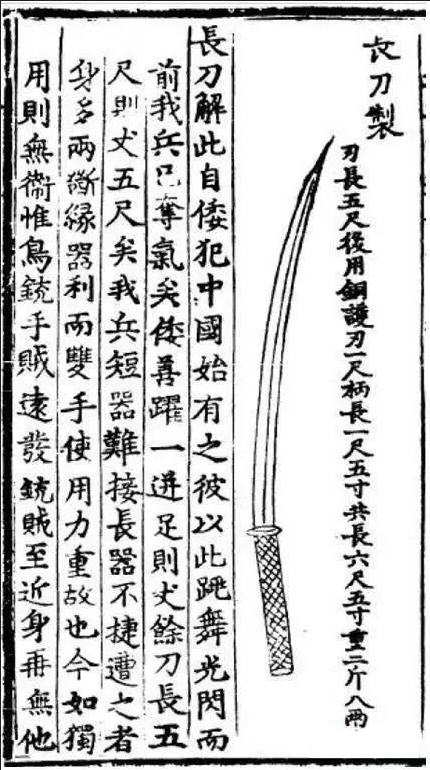
明の将軍戚継光の著作『紀效新書』に書かれている倭刀。刃長五尺もあるほど大太刀に近い長大な刀である。
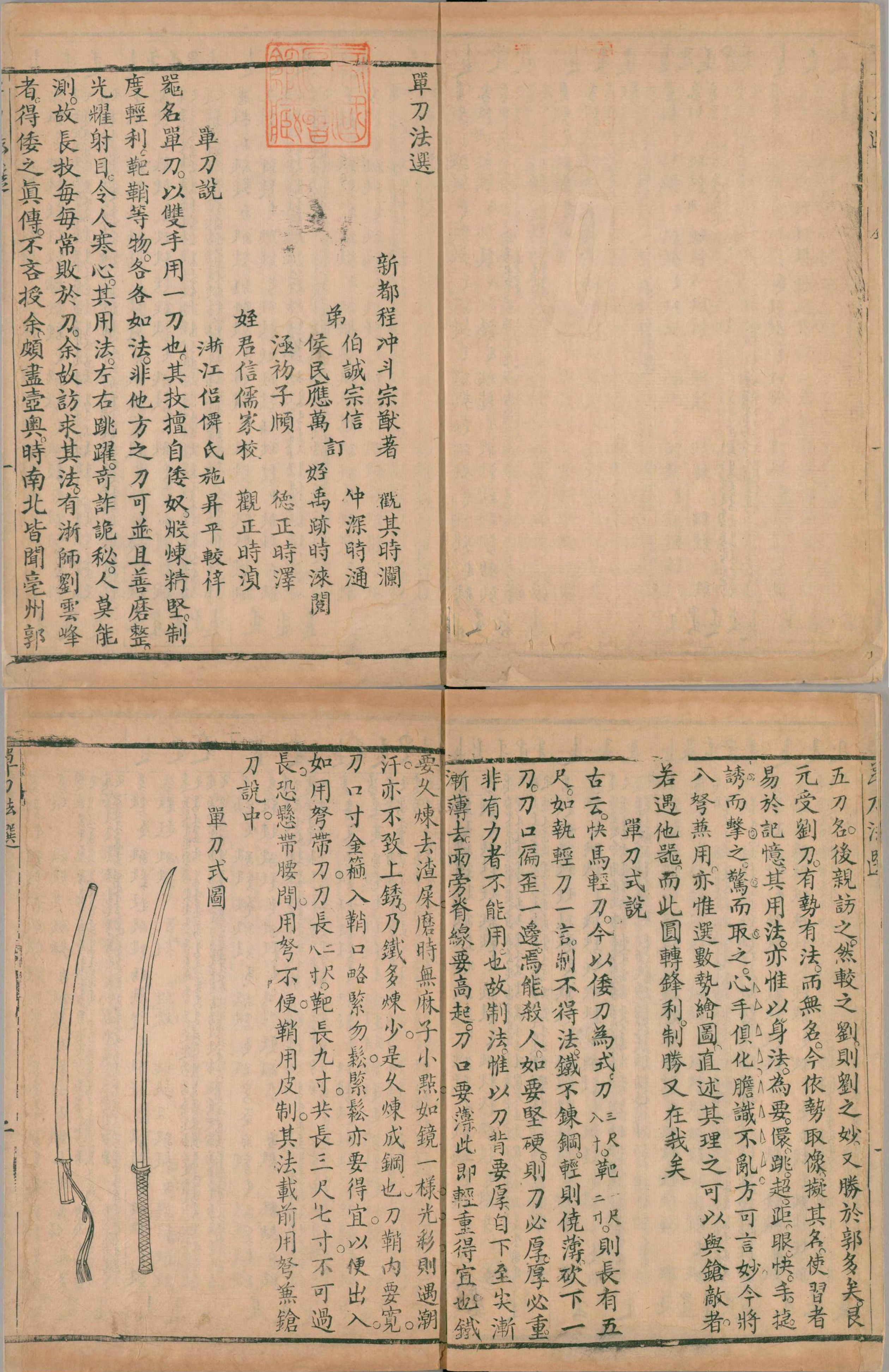
明朝の中国武術家・程宗猷が着した武術書『単刀法選』の冒頭。倭人から伝来した長大な倭刀を「単刀」と説明している。
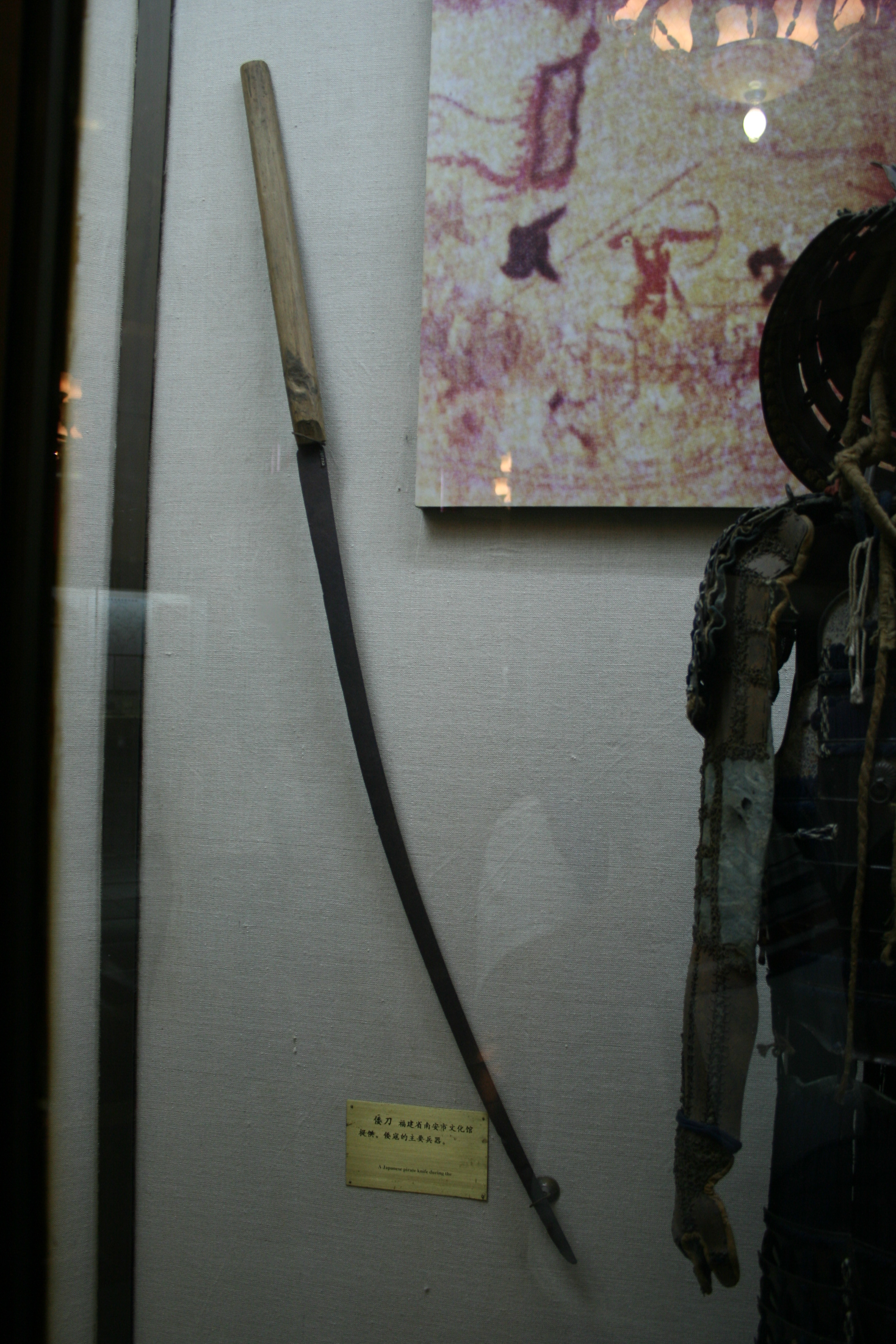
中国の博物館に現存している大太刀に近い長大な倭刀。

## 斬馬刀との混同
大太刀を指して「斬馬刀（ざんばとう）」と呼称されることがある。しかし、本来の「斬馬刀（剣）」と呼ばれていた、中国大陸で用いられていた武器（後述）と日本の大太刀は、まったくの別物である。
このような混同の原因は、現代の漫画などの創作物が発端だといわれ、1973年から1974年にかけて連載されていた永井豪作の漫画『バイオレンスジャック』において、登場人物のスラムキングの持つ大太刀が「斬馬刀」と呼称されている例が存在する。
また、1990年代に描かれた和月伸宏作の漫画『るろうに剣心 -明治剣客浪漫譚-』の登場人物の相楽左之助が使用した武器も「斬馬刀」という呼称が用いられ、日本の室町時代に存在した武器という解説がなされた。この「斬馬刀」は巨大な両刃剣のような武器として描かれているが、日本の歴史上、このような「斬馬刀」なる武器の存在を示す文献は確認されていない。後に描かれた、『るろうに剣心 完全版』第5巻における企画ページである「剣心再筆」では、斬馬刀は日本刀形状のものとして再設定されており、添文では
と書かれている。この「大太刀（斬馬刀）」はイラストでは中巻野太刀のように鍔元から物打ちにかけての部分に糸巻きが施されたデザインになっており、
との一文が添えられている。
この他にも「斬馬刀」もしくは「斬馬剣」という名称の武器が登場する創作作品はいくつかあるが、いずれも大太刀や中国における「斬馬刀（剣）」とは異なる、創作上のデザインである。

### 中国における「斬馬刀」

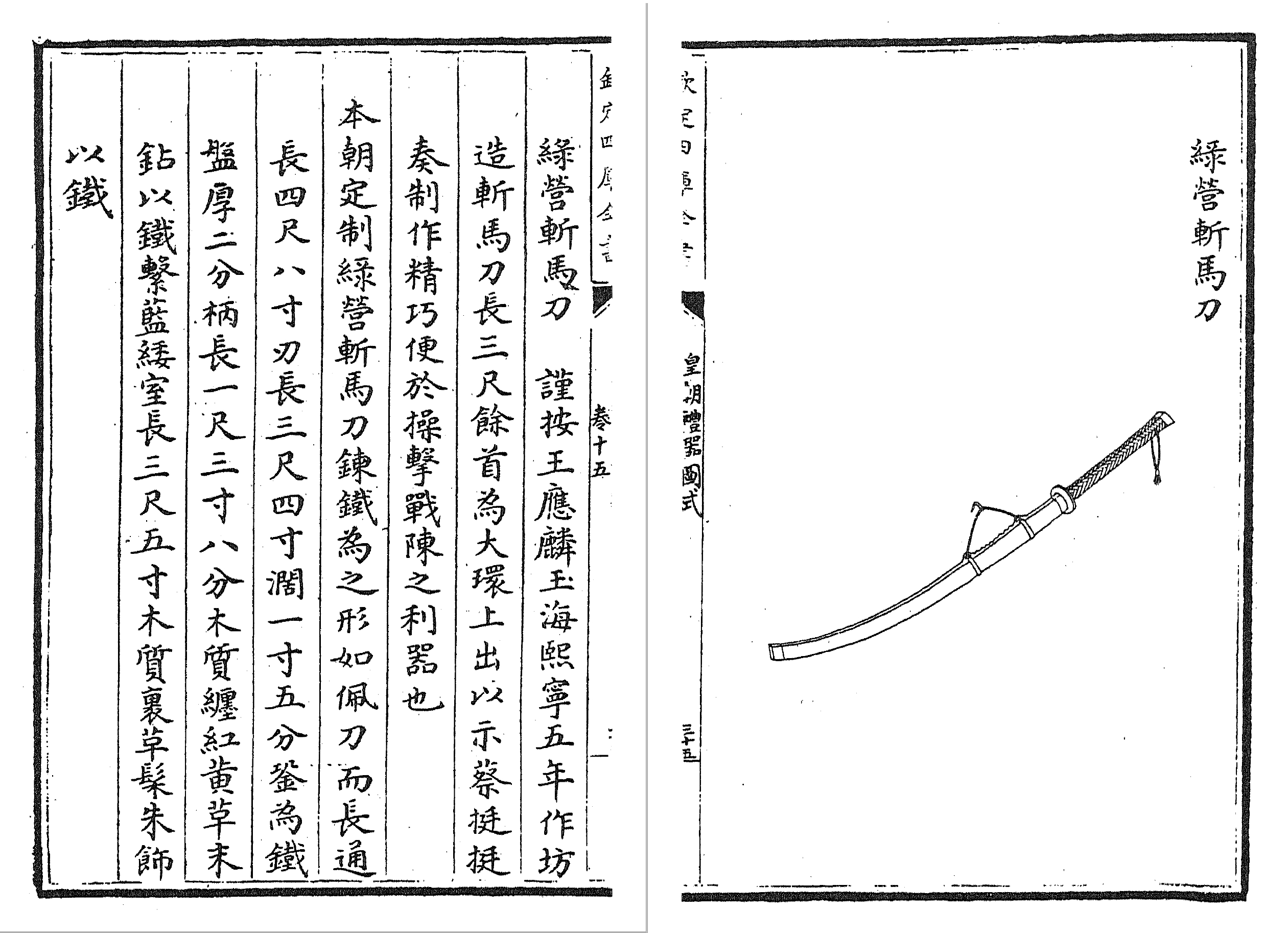
綠營斬馬刀

本来の「斬馬刀（剣）」は古代の中国で使用されていた武器の名称で、前漢時代には「斬馬剣」と呼ばれる長柄武器が文献に残されている。これは両刃の剣に長い柄を付けたもので、唐の時代にはさらに長い柄に身幅の広い片刃の刀身を取り付けたものに発展し、「大刀」（日本の打刀の「大刀」とは別のもの）と呼ばれるようになった。大刀は後に身巾が広く刀身が比較的短いものと、身巾はそれほどでもないが刀身の長いものとに分岐して発展し、後者は「眉尖刀」と呼ばれるようになった。

唐代には、長くほとんど反りのない片刃、もしくは両刃の刀身に両手で持つに十分な長さの柄があるものが「陌刀」の名で用いられ、明代には倭寇が用いていた野太刀（長刀）を始めとする日本刀が中国でも採り入れられて模倣され、倭寇や北方の騎馬民族（モンゴル）との戦いで一定の軍事的効果をあげた。倭寇が用いていた野太刀は中国兵が用いていた長柄の武器の柄を斬り落としてしまう上に、短柄武器よりも長かったために火縄銃よりも恐れられた。
これら「大刀」や「眉尖刀」、または「陌刀」や「倭刀」、「苗刀」は騎馬兵と戦うためにも用いられたことから、「斬馬刀」とも呼称された。「斬馬刀」とは、本来はこれらの長柄武器、もしくはその名で通称された大型の刀剣を指す言葉である。
なお、「大刀」は日本に伝えられて薙刀の祖になったともされる。「眉尖刀」は日本にも似た形状の武器が存在し、同じく「眉尖刀」と呼ばれているが、日本のものは中国における「眉尖刀」と比べると刀身が大身で身巾が広く、柄も含めた全体の長さが短い。このため、「日本式眉尖刀」と呼び分ける場合もある。この「（日本式）眉尖刀」は、現存する流派では元戸隠流（忍術）の武神館が使用している。